# عشق زندگی من (ترانه بیلی آیلیش)
«عشق زندگی من» (به فرانسوی: L'Amour de Ma Vie) ترانه‌ای از خواننده و ترانه‌پرداز آمریکایی، بیلی آیلیش از سومین آلبوم استودیویی او به نام هیت می هارد اند سافت (۲۰۲۴) است و توسط دارک‌روم و اینترسکوپ رکوردز در ۱۷ مه ۲۰۲۴ منتشر شد. متن ترانه توسط آیلیش و برادرش فینیس اوکانل نوشته شده و تهیه‌کنندگی ترانه را برادرش انجام داده است. این ترانه یک آهنگ جدایی است که از دو بخش مجزا تشکیل شده است.
نسخهٔ اکستندد دومین بخش این ترانه تحت نام «تموم شده» در ۲۲ مهٔ سال ۲۰۲۴ به‌عنوان یک تک‌آهنگ تبلیغاتی منتشر شد.

## گواهی‌نامه‌ها
| منطقه                                   | گواهی  | واحد گواهی‌شده/فروش |
| --------------------------------------- | ------ | ------------------ |
| بلژیک (بی‌ئی‌ای)                          | طلا    | ۲۰٬۰۰۰             |
| کانادا (میوزیک کانادا)                  | پلاتین | ۸۰٬۰۰۰             |
| پرتغال (انجمن صنفی گرامافون)            | طلا    | ۵٬۰۰۰              |
| بریتانیا (بی‌پی‌آی)                       | نقره   | ۲۰۰٬۰۰۰            |
| ایالات متحده (آرآی‌ای‌ای)                 | طلا    | ۵۰۰٬۰۰۰            |
| رقم فروش+پخش جاری تنها بر پایهٔ گواهی‌ها. |        |                    |

## تاریخچه انتشار
| منطقه | تاریخ      | فرمت(ها)              | ورژن                    | ناشر              | منابع |
| ----- | ---------- | --------------------- | ----------------------- | ----------------- | ----- |
| مختلف | ۲۲ مهٔ ۲۰۲۴ | دانلود دیجیتال استریم | نسخهٔ اکستندد «تموم شده» | دارک‌روم اینترسکوپ | [ ۶ ] |